# Wide Bay (Papua-Neuguinea)
Die Wide Bay (in der deutschen Kolonialzeit Weite Bucht oder Große Bai, englisch auch Spacious Bay genannt) ist eine Bucht an der Südostküste der Insel Neubritannien. Sie liegt im Bezirk Pomio der Provinz East New Britain von Papua-Neuguinea.

## Geographie
Das Gebiet der Bucht ist vulkanischen Ursprungs. Die Bucht selbst ist etwa 38 Kilometer breit und reicht etwa 25 Kilometer tief in das Landesinnere. Zusammen mit der Open Bay bildet die Widebay eine nur etwa 40 Kilometer breite Landenge, wodurch nordöstlich die Gazelle-Halbinsel von der Landmasse Neubritanniens abgetrennt wird. Im Südwesten reichen die Nakanai Mountains bis unmittelbar an die Küste der Bucht, während die westliche Küstenregion zu der Landenge hin flacher wird. Im Nordwesten existiert mit der Henry Reid Bay eine kleinere Bucht, an der die Siedlungen Lamerien, das auf der kleinen Landzunge Zungen Point (ehemals deutsch: Zungenspitze) gelegene Tol (mit Flugplatz) und Kaubademki liegen. Die Nordküste der Bucht bilden die Ausläufer des etwa 850 Meter hohen Mount Namarung, einem südöstlichen Ausläufer der Bainingberge. Im Nordosten begrenzt der Kalingere Point die Bucht, unmittelbar östlich befindet sich dann noch die kleine Jammer Bay (ehemals deutsch Jammerbucht).

## Geschichte
Bis 1899 war Neubritannien Teil des Schutzgebiets der Neuguinea-Kompagnie, zwischen 1899 und 1914 entsprechend Teil der Kolonie Deutsch-Neuguinea.
Im Ersten Weltkrieg wurde die Gegend von australischen Marineeinheiten besetzt. Nach dem Krieg wurde die deutsche Kolonie Teil des australischen Mandatsgebietes.
Während des Zweiten Weltkrieges wurde Neubritannien im Frühjahr 1942 von japanischen Streitkräften erobert. Anfang Februar 1942 wurde auch die Wide Bay von der japanischen Armee besetzt. Ab Ende Dezember 1942 bis Mitte 1944 waren japanische Einrichtungen und Schiffe in der Bucht Ziel alliierter See- und Luftangriffe.
Am 10. März 1945 landeten australische Streitkräfte in Wide Bay und richteten ihr Hauptquartier in Lamarien ein.